# Milenko Ačimovič
Milenko Ačimovič (* 15. února 1977 Lublaň), uváděný také jako Milenko Ačimović nebo Milenko Aćimović (srbskou cyrilicí Миленко Аћимовић), je bývalý slovinský fotbalista. Hrál na pozici záložníka nebo křídelního útočníka. Pochází z rodiny srbských přistěhovalců.
Je odchovancem klubu Železničar Lublaň. V roce 1996 přestoupil do NK Olimpija Lublaň. V letech 1998 až 2002 hrál za FK Crvena Zvezda a v letech 2000 a 2001 se stal mistrem Jugoslávie. Dále působil v Tottenham Hotspur FC, Lille OSC a Al Ittihad FC (Džidda). Kariéru zakončil v Austrii Vídeň.
Za slovinskou fotbalovou reprezentaci v letech 1998 až 2007 odehrál 74 zápasů a vstřelil 13 branek. Startoval na mistrovství Evropy ve fotbale 2000 a mistrovství světa ve fotbale 2002.
Po ukončení hráčské kariéry se stal sportovním ředitelem lublaňské Olimpije.